# Freidenfelt
Freidenfelt är en svensk adlig släkt adlad av Karl XI år 1686. Släkten Freidenfelt introducerades år 1689 med nummer 1102 på Riddarhuset i Stockholm. 
Släktens äldste kände stamfader var kaptenen vid Viborgs läns dragonregemente; Christoffer Freudenberg, stupad 4 december 1676 i Slaget vid Lund. Christoffer Freudenberg var gift med Gertrud Påsse (1603–1694), tillsammans fick de två söner.
Christoffer Freudenbergs båda söner, regementskvartermästaren vid Viborgs läns kavalleriregemente sedermera ryttmästaren; Georg Johan Freudenberg (1652–1708), och kornetten vid Karelska kavalleriregementet sedermera översten och kommendanten på Nyslott; Christoffer Freudenberg (1654–1724), adlades den 7 december 1686 på Stockholms slott av Karl XI med namnet Freidenfelt. De introducerades den 7 februari 1689 under nuvarande no. 1102. Släkten Freidenfelt har avlägsna släktband med Gustav Vasa.
Originalsköldebrevet är sedan 1943 deponerat i Riddarhuset.
Delar av den första yngre grenen är bosatt i USA. En del medlemmar av släkten Freidenfelt emigrerade i slutet av 1800-talet och i början av 1900-talet från Sverige, främst till delar av Kalifornien och New York.[källa behövs]

## Personer med efternamnet Freidenfelt
- Christoffer Freidenfelt
- Josef Freidenfelt
- Teodor Freidenfelt